# Jan Sztwiertnia (kompozytor)
Jan Sztwiertnia (ur. 1 czerwca 1911 w Hermanicach, obecnie część Ustronia, zm. 29 sierpnia 1940 w obozie koncentracyjnym Gusen) – polski pedagog, kompozytor.

## Życiorys
Pochodził z Ustronia w Beskidzie Śląskim. Był nieślubnym dzieckiem Marii Sztwiertni, robotnicy huty w Trzyńcu i mistrza walcowni tej huty, Jana Dominika. Wychowywany początkowo przez matkę, później przez wuja, Karola Sztwiertnię, w 1921 r. został wychowankiem Ewangelickiego Domu Sierot w Ustroniu. W 1925 r. ukończył szkołę powszechną w Ustroniu jako bardzo dobry uczeń o wyjątkowych uzdolnieniach muzycznych. Dzięki pomocy materialnej ustrońskiego zboru ewangelickiego, gdzie jego losem zainteresował się ksiądz Paweł Nikodem i nauczyciel śpiewu, Paweł Wałach, w latach 1925-30 kontynuował naukę w Seminarium Nauczycielskim w Cieszynie. W tym czasie, dalej mieszkając w Domu Sierot, śpiewał w ustrońskim chórze młodzieży ewangelickiej. Po ukończeniu Seminarium został nauczycielem w szkole ludowej w Wiśle na Równem pod Baranią Górą. Już w Seminarium Nauczycielskim wykazywał uzdolnienia muzyczne, a zaczął komponować w trakcie pracy w szkole na Równem.
Od roku 1933 pracował w szkołach w Wiśle Głębcach oraz w Wiśle Centrum. Prowadził chór kościelny oraz grał na organach w kościele. Pisał drobne utwory do użytku szkolnego i kościelnego, fugi, preludia, chorały, kantaty.
W 1932 roku napisał operę „Sałasznicy”, której muzyka nawiązywała do motywów ludowych z okolic Wisły. Oparta była ona na opowieści wiślańskiego pisarza ludowego Ferdynanda Dyrny, który przyszedł do Sztwiertni z gotowym librettem. Śpiewogra zdobyła wówczas dużą popularność.
W 1933 r. ożenił się z córką wiślańskiego górala, Ewą Wantulok. W latach 1934–1935 urodzili się jego synowie Jan i Bolesław.
W 1935 roku kompozytor uzupełnił swoje wykształcenie w Szkole Muzycznej w Cieszynie, a w 1937 r. rozpoczął studia w Konserwatorium Muzycznym w Katowicach. W 1939 r. ukończył Wydział Pedagogiczny katowickiego Konserwatorium i podjął dalszą naukę na Wydziale Kompozycji pod kierunkiem Aleksandra Brachockiego i Tadeusza Prajznera. W maju 1939 roku odbył się w auli Konserwatorium jego recital złożony z własnych kompozycji. W nagrodę Sztwiertnia otrzymał stypendium na studia muzyczne w Paryżu. Z powodu wybuchu wojny wyjazd nie doszedł do skutku.
W czerwcu 1940 r. w wieku 29 lat został aresztowany przez gestapo w ramach Intelligenzaktion Schlesien. Zginął w obozie koncentracyjnym w Mauthausen-Gusen. Jego prochy przewieziono do Wisły, gdzie spoczywają na cmentarzu ewangelickim „Na Groniczku”.
Archiwum Śląskiej Kultury Muzycznej przy Bibliotece Głównej Akademii Muzycznej im. Karola Szymanowskiego w Katowicach przechowuje spuściznę muzyczną po kompozytorze.
W 2010 roku Ludowy Zespół Pieśni i Tańca Śląsk ponownie wystawił operę „Sałasznicy” w opracowaniu muzycznym Jean Claude Hauptmanna, który poprowadził orkiestrę podczas premiery.

## Upamiętnienia
- Naprzeciw kościoła ewangelickiego w Wiśle, na frontowej ścianie budynku starej szkoły (z 1824 r.), w którym mieszkał Jan Sztwiertnia, 1 czerwca 1961 r. odsłonięto tablicę[3] poświęconą pamięci kompozytora.
- Konkurs kompozytorski w Cieszynie nosi imię Jana Sztwiertni.
- W Wiśle Uzdrowisku, w Parku miejskim stoi pomnik Jana Sztwiertni wykonany z brązu przez Jana Hermę[4].
- Obchody setnej rocznicy urodzin kompozytora[5].

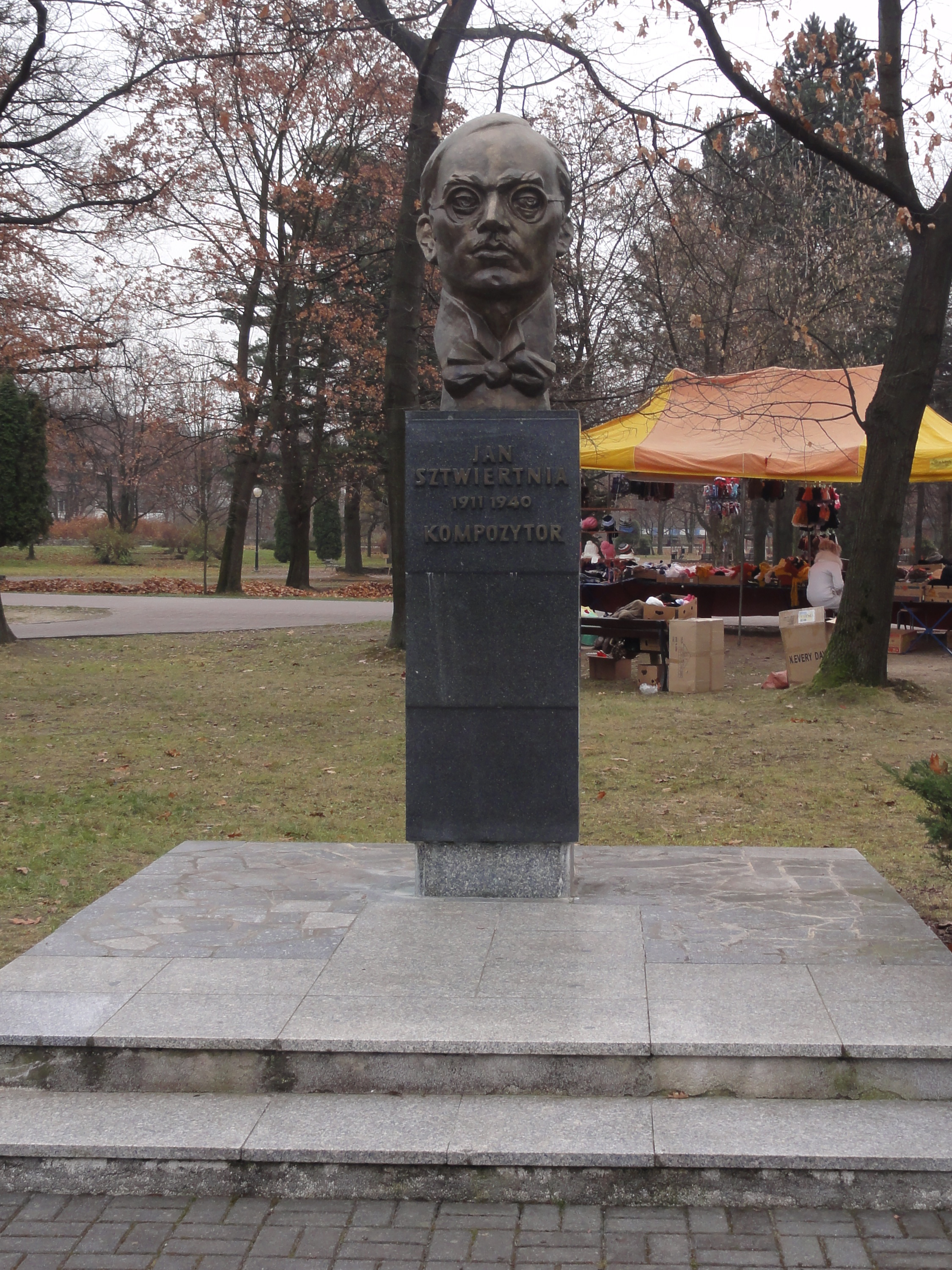
Pomnik Sztwiertni w Wiśle
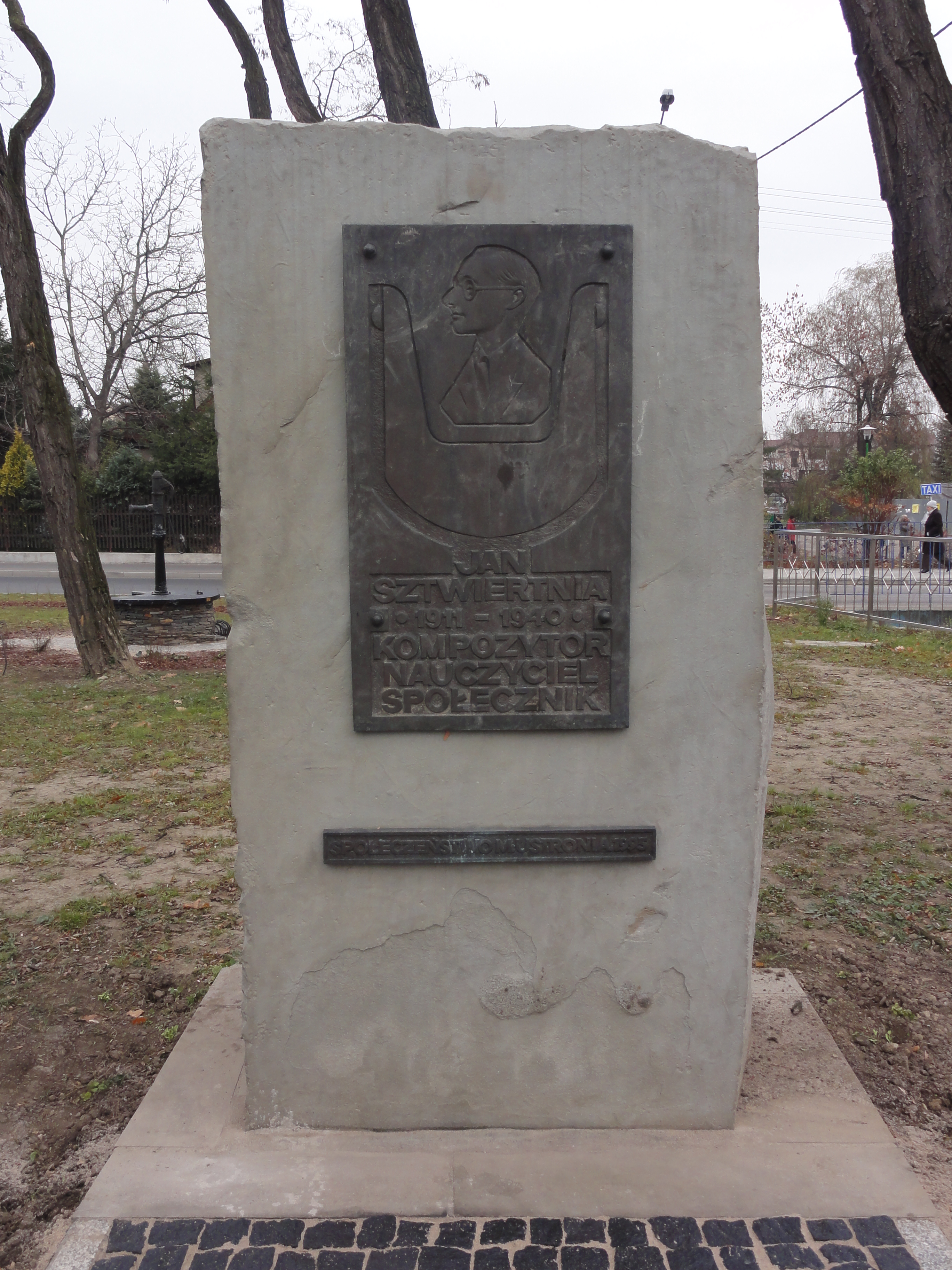
Pomnik Sztwiertni w Ustroniu
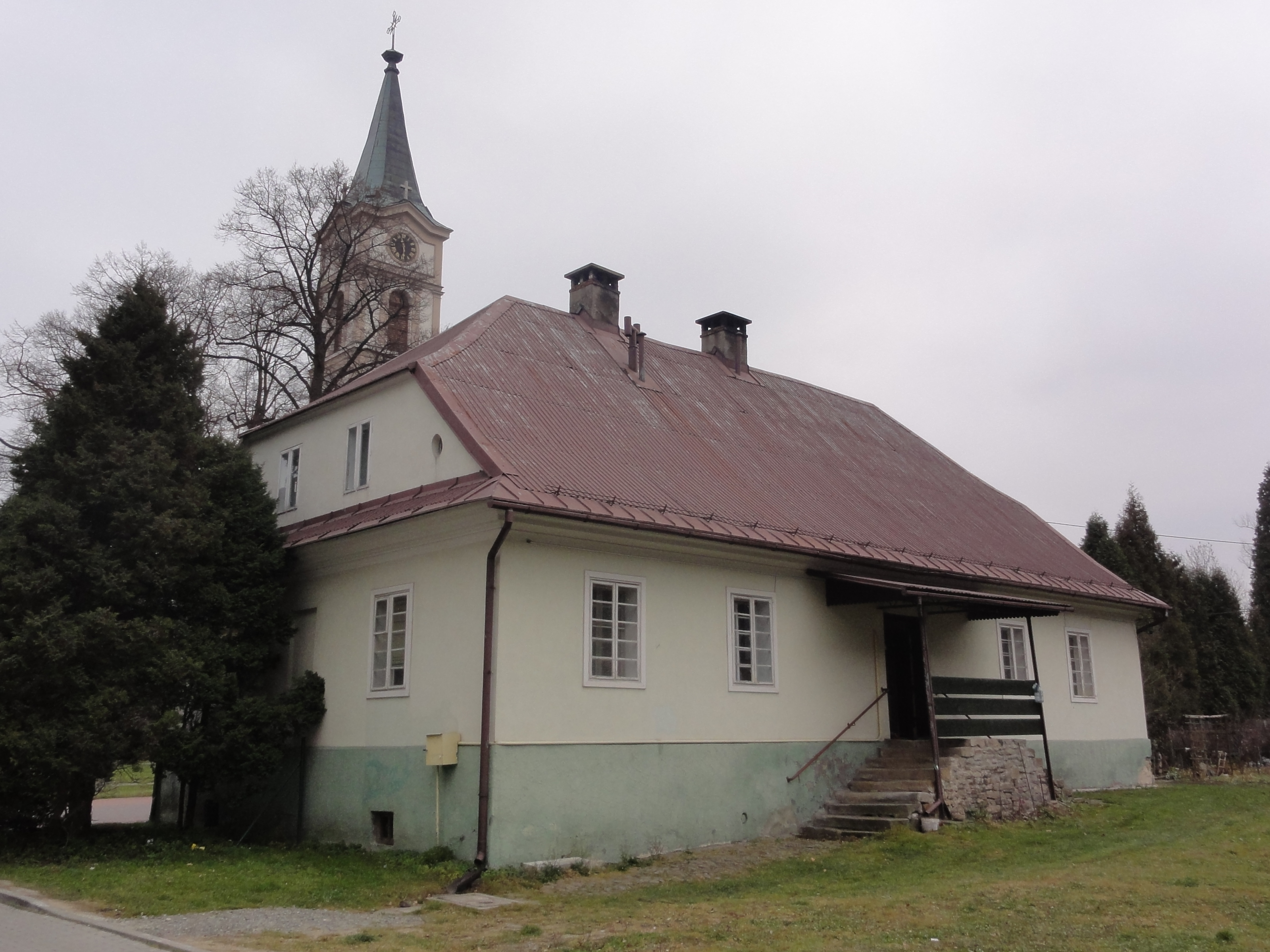
Dom Sztwiertni w Wiśle
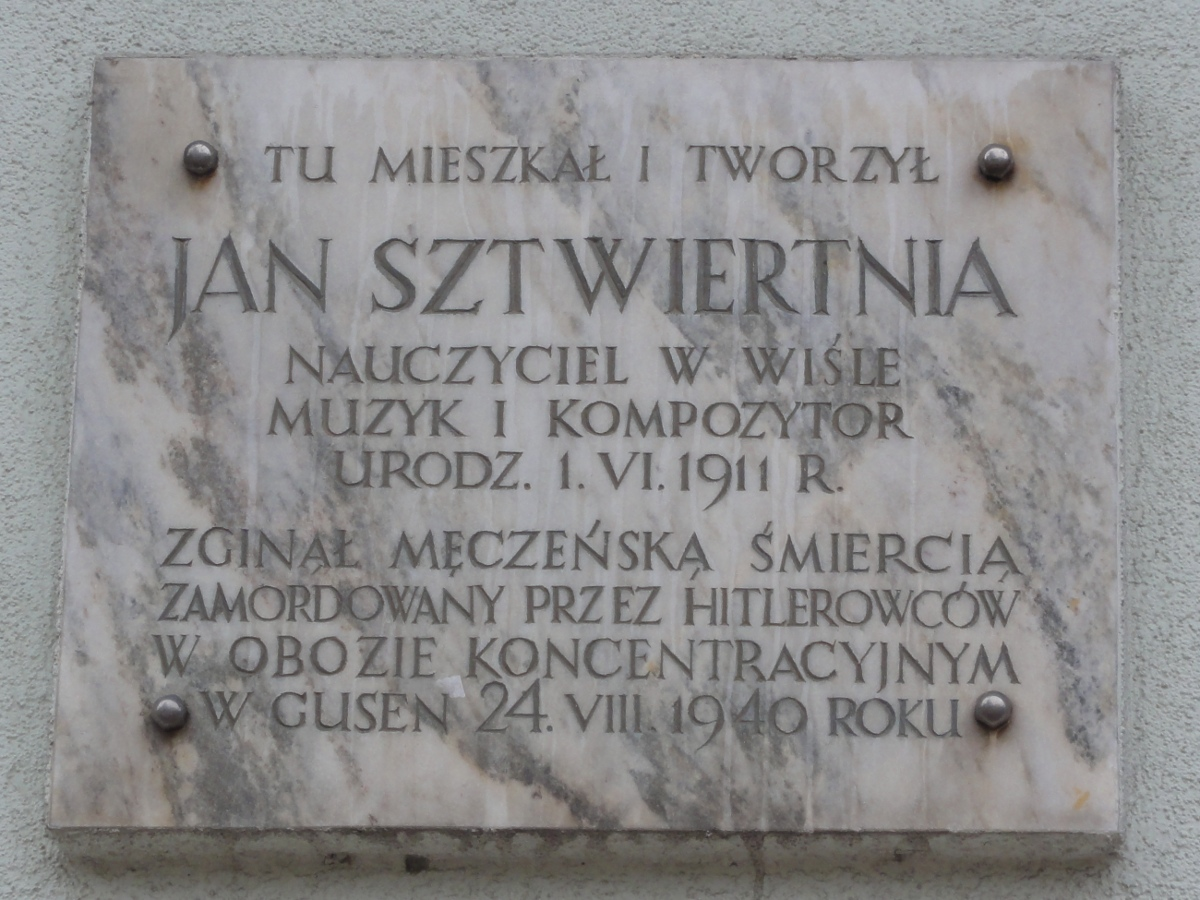
Tabliczka na domu Sztwiertni w Wiśle

## Twórczość
Sztwiertnia skomponował łącznie ok. 50 utworów. Wśród nich wyróżniają się:
- „Śpiący rycerze w Czantorii” – poemat symfoniczny
- „Sałasznicy” – opera ludowa[6]
- „Pieśni na głos z fortepianem”[7]

- Suita beskidzka na chór męski